# Delia silvicola
Delia silvicola este o specie de muște din genul Delia, familia Anthomyiidae. A fost descrisă pentru prima dată de Robineau-desvoidy în anul 1830. Conform Catalogue of Life specia Delia silvicola nu are subspecii cunoscute.